# Paralampona sherlock
Paralampona sherlock är en spindelart som beskrevs av Norman I. Platnick 2000. Paralampona sherlock ingår i släktet Paralampona och familjen Lamponidae. Inga underarter finns listade i Catalogue of Life.